# Ladislav Pásztor
Ladislav Pásztor [ladislau pástor] (25. listopadu 1928 – ?) byl slovenský fotbalový záložník.

## Hráčská kariéra
V československé lize hrál za ZSJ Dynamo ČSD Košice (dobový název Lokomotívy), aniž by skóroval.

### Prvoligová bilance
| Ročník             | Zápasy | Góly | Minuty | Klub                  |
| ------------------ | ------ | ---- | ------ | --------------------- |
| I. liga 1952       | –      | 0    | –      | ZSJ Dynamo ČSD Košice |
| CELKEM I. ČS. LIGA | –      | 0    | –      |                       |